# Христос Пантократор из Синайского монастыря
Христо́с Пантокра́тор из Сина́йского монастыря́ — энкаустическая икона середины VI века с изображением Иисуса Христа в иконографии Пантократора. Является древнейшим из известных иконописных изображений Христа.
Икона была создана в Константинополе в середине VI века и направлена императором Юстинианом в дар Синайскому монастырю, для которого он в это время возводил базилику и укреплённые стены. Икона была обнаружена в монастыре в XIX веке.:236 Было установлено, что предположительно в XIII веке икона подновлялась (прорисовывалась) темперной живописью. Оригинальная восковая поверхность была очищена при реставрации иконы в 1962 году.
Физиогномические черты, которые иконописец придал Иисусу, стали устойчивыми в его иконографии. В образе, более реалистичном и индивидуальном, чем поздневизантийская иконопись, «преобладают мотивы созерцания, покоя, умиротворения, необходимые для иконного образа с его молитвенной сосредоточенностью и строгостью». При этом образ Христа отличается триумфальностью, которая подчёркивается как традиционным пурпуром его одежд (хитон выполнен в пурпуре «цвета ночи», а клав на нём из традиционного кровавого пурпура), драгоценным окладом Евангелия в его руке, а также вогнутой экседрой за его спиной, являющейся традиционной ассоциацией с императорским культом.
В иконе заметно влияние античных художественных приёмов, в частности римской и фаюмской традиций. Характерной чертой фаюмской портретной школы является и заметная асимметрия между левой и правой сторонами лица Иисуса. Правая часть, полная света и сияния, отличается ровной дугой брови и естественным широко раскрытым глазом; левая сторона, наоборот, выполнена темнее, бровь приподнята и изогнута, глаз имеет экспрессивный рисунок и выглядит напряженно вглядывающимся. Впоследствии эта двойственность толковалась в контексте церковных и общественных дискуссий того времени, проблематики двойственной богочеловеческой природы Иисуса Христа. Такое асимметричное изображение лика Христа в дальнейшем стало отличительной особенностью иконографии Пантократора в куполах византийских храмов.
Использованы тёплые оттенки от охряного до коричневого с центром на золотистых тонах. Круговой золотой нимб, возможно, имевший инкрустации, ярко показывает, что изображаемый есть «не от мира сего». Этот нимб напоминает изображение бога-солнца прошлых политеистических традиций. В этом случае, Иисус выступает как тот, кто заменил прошлых богов, как новое «Солнце Правды». На крещатом нимбе изображены звёзды, которые в позднейшем иконописании станут ключевыми элементами изображения Богородицы, символизирующими чистоту. В последующем развитии иконографии Спаса их заменили буквы, составляющие греческое слово ὁ ὤν — Сущий.
Поза и жесты Иисуса Христа также имеют символическое значение. Фигура Вседержителя занимает значительную часть живописной плоскости, контролируя пространство. Евангелие в левой руке символизирует его власть над Вселенной, а также напоминает о его служении на земле. Его правая рука благословляет верующих; пальцы сложены в знак учительства и власти, в группы из двух и трёх пальцев, что одновременно отражает веры в двойную природу Иисуса Христа, а также в Пресвятую Троицу.
Искусствовед Галина Колпакова отмечает:

В синайской иконе нет ни каноничности, ни оглядки на образцы. И это не только потому, что образцов не существовало. Спонтанность и индивидуальность созданного воспринимаются как результат некоего ясновидения, как свидетельство сильной и живой веры и не могут быть переведены в плоскость рассчитанной системы.:239-240